# Lepidodactylus manni
Lepidodactylus manni är en ödleart som beskrevs av  Schmidt 1923. Lepidodactylus manni ingår i släktet Lepidodactylus och familjen geckoödlor. Inga underarter finns listade i Catalogue of Life.